# Aissam Barroudi
Aissam Barroudi (10 de maio de 1978) é um futebolista profissional marroquino que atua como goleiro.

## Carreira
Aissam Barroudi representou a Seleção Marroquina de Futebol nas Olimpíadas de 2000.